# 𡶦姓
𡶦是中國的一個罕見姓氏，由岳姓变化而来，全国有2000人左右，分布于安徽省涡阳县、辽宁省昌图县等地。该姓氏系岳飞后裔避讳的产物。